# Encuentro (serie de televisión)
Encuentro (en hangul, 남자친구; romanización revisada, Namjachingu) es una serie de televisión surcoreana emitida por TVN desde el 28 de noviembre de 2018 hasta el 24 de enero de 2019. La serie está protagonizada por Song Hye-kyo y Park Bo-gum.

## Argumento
Kim Jin-hyuk (Park Bo-gum) tras graduarse de la universidad y luego de mucho trabajo por fin reúne suficiente dinero para irse de viaje a La Habana, Cuba. Pero mientras disfruta sus vacaciones conoce a Cha Soo-hyeon (Song Hye Kyo). Ella es una millonaria recién separada e hija de un político y él un joven aficionado a la fotografía proveniente de una familia dueña de una tienda de frutas.
Mientras están en Cuba y disfrutan de la cultura local se hacen cercanos sin conocer sus orígenes; sin embargo, los problemas llegan cuando se vuelven a encontrar en Seúl, ya que ella es la dueña del hotel donde Jin-hyuk comienza a trabajar. Ahí deberán enfrentar a los demás que se oponen a su relación.

## Reparto

### Personajes principales
- Song Hye-kyo como Cha Soo-hyeon.[3]
- Park Bo-gum como Kim Jin-hyuk.
- Ko Chang-seok como Nam Myeong-sik.[4]

### Personajes secundarios
- Jang Seung-jo como Jung Woo-seok.
- Kwak Sun-young como Jang Mi-jin.
- Cha Hwa-yeon como Kim Hwa-jin.
- Moon Sung-keun como Cha Jong-hyun.[5]
- Nam Ki-ae como Jin Mi-ok.[6]
- Shin Jung-geun como Kim Jang-soo.[7][8]
- Baek Ji-won como Joo Yeon-ja.[7][9]
- P.O como Kim Jin-myung.[10]
- Jeon So-nee como Jo Hye-in.[11][12]
- Kim Joo-hun como Lee Dae-chan.

### Aparición especial
- Kim Jong-tae como el gerente del hotel "Sokcho" (ep. 3, 8-10).
- Park So-yi como la niña que ha perdido su juguete (ep. 9).

## Producción
Desde un principio se anunció que la serie sería pre-producida. La primera lectura del guion se efectuó el 23 de agosto de 2018, y la filmación inició en septiembre de 2018 en Cuba.

## Emisión internacional
- Chile: ETC (2019).
- Filipinas: ABS-CBN (2019).
- Hong Kong: Now TV y ViuTV (2019).
- Indonesia: Trans TV (2019).
- Japón: Mnet Japan (2019).
- Malasia: 8TV (2018-2019).
- Singapur: Hub VV Drama (2018-2019).
- Tailandia: Channel 8 (2019).
- Taiwán: FOX y iQiyi (2019).

## Adaptaciones
| Año  | País      | Cadena | Nombre    |
| ---- | --------- | ------ | --------- |
| 2021 | Filipinas | TV5    | Encounter |